# Declaración Conjunta Soviético-Japonesa de 1956
La Declaración Conjunta Soviético-Japonesa fue un documento promulgado el 19 de octubre de 1956 por los gobiernos de Japón y la Unión Soviética. Los soviéticos no firmaron el Tratado de Paz de 1951 con Japón, que había restablecido las relaciones pacíficas entre la mayoría de las demás potencias aliadas y Japón. La declaración conjunta que disponía el fin del estado de guerra entre la Unión Soviética y Japón y el restablecimiento de las relaciones diplomáticas entre ambos países. También acordaron continuar las negociaciones para un tratado de paz. Además, la Unión Soviética se comprometió a apoyar a Japón para su membresía en la ONU y a renunciar a todas las reclamaciones de reparaciones de la Segunda Guerra Mundial.

## Disposiciones territoriales
La Declaración Conjunta preveía la continuación de las negociaciones para la conclusión de un tratado de paz después del restablecimiento de las relaciones diplomáticas entre los países y estipulaba además que "a este respecto, la Unión de Repúblicas Socialistas Soviéticas, deseando satisfacer los deseos de Japón y tomando en consideración los intereses del Estado japonés, acuerda transferir a Japón las islas Habomai y la isla de Shikoton (sic), y que la transferencia efectiva de estas islas a Japón se llevaría a cabo después de la conclusión de un Tratado de Paz entre la Unión de Repúblicas Socialistas Soviéticas y Japón". En ese momento, Estados Unidos amenazó con quedarse con las islas Ryukyu si Japón entregaba las otras islas, lo que impedía la negociación del tratado prometido.
Además, la cláusula supuestamente se basaba en un acuerdo entre las dos naciones, pero cada una terminó interpretándola de manera diferente. La Unión Soviética sostuvo que el problema territorial había sido cerrado y que la demarcación territorial no se discutiría más allá de la prometida transferencia de dos islas. Cuando los japoneses intentaron incluir un pasaje "que incluyera la cuestión territorial" en una oración sobre la continuación de las negociaciones, los soviéticos se negaron, declarando explícitamente que lo hicieron precisamente para evitar una interpretación que sugiriera otras "cuestiones territoriales" más allá de la cuestión de Shikotan-Habomai. Los japoneses aceptaron eliminar la expresión, pero de todos modos se llegó a una interpretación diferente. Cuando se alcanzó el acuerdo final sobre los términos de la Declaración Conjunta, la delegación japonesa decidió interpretarla como que incluía una discusión del problema territorial en la futura negociación de paz interpretando la declaración conjuntamente con las "cartas Hatoyama-Bulganin" y las "cartas Matsumoto-Gromyko". 
En el intercambio de opiniones antes de las negociaciones finales sobre la declaración, se pretendía confirmar las condiciones de la llamada "fórmula Adenauer", según la cual las relaciones diplomáticas debían restablecerse sin firmar un tratado de paz y el problema territorial debía dejarse de lado para futuras negociaciones. Sin embargo, la fórmula no prosperó, ya que, a pesar del acuerdo preliminar con los soviéticos de dejar de lado la cuestión territorial, Japón la planteó en las negociaciones y logró incluir su cláusula territorial en la declaración, pero "interpretada de tal manera que preservara la reputación de los plenipotenciarios en casa". "Habomais y Shikotan fueron prometidas en la Declaración Conjunta, y la cuestión de Kunashiri y Etorofu debía resolverse durante las negociaciones para un tratado de paz". El desacuerdo entre la "transferencia de dos islas" estipulada en la declaración de 1956 y la persistente demanda de Japón de "devolución de cuatro islas" se convirtió en la piedra angular de la continuación de la disputa de las islas Kuriles en los años soviéticos y postsoviéticos.

## Legado
El 14 de noviembre de 2004, el ministro de Asuntos Exteriores ruso, Serguéi Lavrov, dijo que la Federación Rusa, que es el estado sucesor de la Unión Soviética, reconocía la Declaración de 1956 y estaba dispuesta a tener conversaciones territoriales con Japón sobre esa base. Sin embargo, la disputa persiste, todavía no se ha firmado ningún tratado de paz y las islas permanecen bajo administración rusa.